# 마리아 톨레도
마리아 톨레도(María Toledo, 1983년 7월 28일 ~ )는 스페인의 가수, 피아니스트이다.